# Hwang Taek-eui
Hwang Taek-eui (coreano: 황택의; 12 novembre 1996) è un pallavolista sudcoreano.
Gioca nel ruolo di palleggiatore nei KB Stars.

## Carriera
La carriera di Hwang Taek-eui inizia nei tornei scolastici sudcoreani, prima di giocare per la Sungkyunkwan University. Nella stagione 2016-17 fa il suo esordio da professionista in V-League, selezionato come prima scelta del primo turno del draft dai KB Stars, venendo premiato come miglior esordiente del torneo a fine stagione.

## Palmarès

### Nazionale (competizioni minori)
- Volleyball Challenger Cup 2022
- AVC Challenge Cup 2023
- AVC Challenge Cup 2024

### Premi individuali
- 2017 - V-League: Miglior esordiente
- 2018 - Coppa KOVO: Most Impressive Player
- 2021 - V-League: Miglior palleggiatore
- 2022 - V-League: Miglior palleggiatore
- 2023 - V-League: Miglior palleggiatore
- 2023 - AVC Challenge Cup: Miglior palleggiatore